# Marie Mävers
Marie Mävers (Hamburgo, 13 de febrero de 1991) es una jugadora alemana de hockey sobre césped.

## Trayectoria
Mävers debutó con la selección alemana en el año 2010 y tuvo su primera participación olímpica en Londres 2012. En los Juegos Olímpicos de Río 2016 ganó la medalla de bronce, al vencer a Nueva Zelanda en el partido por el tercer lugar.